# Чемпіонат світу з трекових велоперегонів 1960
Чемпіонат світу з трекових велоперегонів 1960 проходив з 3 по 14 серпня 1960 року в Лейпцигу та Карл-Маркс-Штадті, НДР. Усього на чемпіонаті розіграли 8 комплектів нагород — 6 у чоловіків та 2 у жінок.

## Медалісти

### Чоловіки
Професіонали
| Дисципліна                         | Золото           | Срібло         | Бронза          |
| Спринт                             | Антоніо Маспес   | Оскар Платтнер | Йос Де Баккер   |
| Індивідуальна гонка переслідування | Руді Альтіг      | Віллі Трепп    | Ерколе Бальдіні |
| Гонка за лідером                   | Гільєрмо Тімонер | Мартін Вірстра | Норберт Кох     |

Аматори
| Дисципліна                         | Золото          | Срібло          | Бронза         |
| Спринт                             | Санте Ґаярдоні  | Лео Стеркс      | Дейв Хендлі    |
| Індивідуальна гонка переслідування | Марсель Делятре | Хенк Нейдам     | Зіґфрід Кьолер |
| Гонка за лідером                   | Георг Штольце   | Зіґфрід Вустров | Хендрік Буйш   |

### Жінки
| Дисципліна                         | Золото           | Срібло              | Бронза       |
| Спринт                             | Галина Єрмолаєва | Валентина Максимова | Джин Данн    |
| Індивідуальна гонка переслідування | Беріл Бертон     | Марі-Терез Нессенс  | Любов Зогіна |

## Загальний медальний залік
| Місце  | Країна          | Золото | Срібло | Бронза | Загалом |
| ------ | --------------- | ------ | ------ | ------ | ------- |
| 1      | Італія          | 2      |        | 1      | 3       |
| 2      | НДР             | 1      | 1      | 1      | 3       |
| 2      | СРСР            | 1      | 1      | 1      | 3       |
| 4      | Велика Британія | 1      |        | 2      | 3       |
| 5      | Франція         | 1      |        |        | 1       |
| 5      | ФРН             | 1      |        |        | 1       |
| 5      | Іспанія         | 1      |        |        | 1       |
| 8      | Нідерланди      |        | 2      | 2      | 4       |
| 9      | Бельгія         |        | 2      | 1      | 3       |
| 10     | Швейцарія       |        | 2      |        | 2       |
| Всього | Всього          | 8      | 8      | 8      | 24      |